# Мурабаха
Мура́баха (араб. مُرَابَحَة‎) — торговое соглашение, при котором продавец прямо указывает затраты, понесенные им на продаваемые товары, и продает их другому лицу (покупателю) с наценкой к первоначальной стоимости, которая заранее известна покупателю.
Это один из самых распространённых методов работы, используемый банками в исламских странах, для проведения беспроцентных сделок (исламский закон запрещает ростовщичество, запрещает одалживать деньги под ссудные проценты).
С ноября 2024 сервис впервые появился в России, его предоставляет банк Ак Барс.

## Сравнение мурабахи и потребительской ссуды
Потребительская ссуда является в чистом виде ростовщичеством.
Цель западных банков при ссуде — не товар, а рост денег, поэтому ссуду выдают на любой вид потребительства, на любой вид потребительских товаров.
Цель исламского банка — товар, деньги только инструмент. Товар должен соответствовать исламским требованиям морали. Поэтому круг товаров, финансируемых исламскими банками значительно уже круга товаров, финансируемых западными ссудными банками.
Исключения см. в статье «Этический банкинг»
Другим важным отличием является то, что исламский банк покупает товар только на собственные деньги, те деньги, которые имеются у него в резерве.
Западный банк пользуется правом государственной банковской лицензии на создание новых денег и при выдаче ссуд выпускает в обращение (временно, до погашения тела ссуды) новые безналичные деньги в соответствии с правилом частичного резервирования.
Подробности см. в статьях «Банковский мультипликатор», «Частичное банковское резервирование»